# Uchi no Shishō wa Shippo ga Nai
Uchi no Shishō wa Shippo ga Nai (うちの師匠はしっぽがない?), conocida como My Master Has No Tail en inglés, es una serie de manga japonesa escrita e ilustrada por TNSK. Ha sido serializado en la revista de manga seinen de Kodansha good! Afternoon desde enero de 2019 y se ha recopilado en diez volúmenes de tankōbon hasta febrero de 2023. Una adaptación de la serie de televisión de anime producida por Liden Films se emitió de septiembre a diciembre de 2022.

## Sinopsis
El tiempo es la era Taisho. Después de ser enviada a hacer un recado, Mameda, una mapache que huyó de su pueblo y llegó a la ciudad de Osaka, trató de transformarse en humana usando sus habilidades de transformación, pero se vio obligada a vivir en una ciudad familiarizada con la civilización moderna. No solo no funciona para los humanos, sino que también lo descubre Bunko Daikokutei, un "monstruo" que también usa técnicas de transformación y puede disfrazarse como una narradora rakugo. Mameda, que fue testigo del rakugo de Bunko, le pide que se convierta en su aprendiz porque quiere usar sus trucos en lugar de técnicas. Al principio, Bunko rechaza a Mameda y se niega a aceptarlo como aprendiz, pero se siente abrumado por el entusiasmo de Mameda y acepta la oferta. Así comenzaron los días de entrenamiento para el narrador rakugo novato Daikokutei Mameda.

## Personajes
Mameda (まめだ?)
 Seiyū: M.A.O
Es una chica mapache.
Bunko (文狐?)
 Seiyū: Hibiku Yamamura
Shirara Tsubaki (椿 しらら Tsubaki Shirara?)
 Seiyū: Lynn
Byakudanji Tsubaki (椿 白檀治 Tsubaki Byakudanji?)
 Seiyū: Takuya Eguchi
Sakujiro (作次郎 Sakujirō?)
 Seiyū: Ayumu Murase
Omatsu (お松?)
 Seiyū: Natsuki Aikawa
Koito (小糸?)
 Seiyū: Ikumi Hasegawa
Rakuda (らくだ?)
 Seiyū: Yūichirō Umehara
Enshi Kirino (霧の圓紫 Kirino Enshi?)
 Seiyū: Ayana Taketatsu
Utaroku Ebisuya (恵比寿家 歌緑 Ebisuya Utaroku?)
 Seiyū: Akira Ishida
Buncho Daikokutei (大黒亭 文鳥 Daikokutei Bunchō?)
 Seiyū: Junichi Suwabe
Papa de Mameda (まめだの父 Mameda no Chichi?)
 Seiyū: Junya Enoki

## Contenido de la obra

### Manga
Uchi no Shishō wa Shippo ga Nai está escrito e ilustrado por TNSK. La serie comenzó a serializarse en good! Afternoon de Kodansha del 7 de enero de 2019. Kodansha ha recopilado sus capítulos en volúmenes tankōbon individuales. El primer volumen se publicó el 6 de septiembre de 2019. Al 7 de febrero de 2023, se han publicado diez volúmenes. El manga tiene licencia digital en Norteamérica por Kodansha USA.

### Anime
Se anunció una adaptación de serie de televisión de anime en la edición de septiembre de 2021 de good! Afternoon. Está producida por Liden Films y dirigida por Hideyo Yamamoto, con Tōko Machida supervisando los guiones coescritos por Kei Shimobayashi, Aya Satsuki y Yūho Togashi. Ryō Yamauchi está diseñando los personajes y se desempeña como director de animación en jefe. Tsukasa Yatoki, Atsushi Harada y Yuki Honda de Arte Refact están componiendo la música. La serie se emitió del 30 de septiembre al 23 de diciembre de 2022 en Tokyo MX, MBS, BS Asahi. El tema de apertura es "Genai Yūgi" de GARNiDELiA, mientras que el tema de cierre es "Virginia" de Hinano. Sentai Filmworks obtuvo la licencia de la serie fuera de Asia, y lo trasmitió en HIDIVE. Medialink obtuvo la licencia de la serie en Asia-Pacífico y la transmitirá en el canal de YouTube Ani-One Asia.